# Национальный институт аудиовизуала
Национальный институт аудиовизуала (Institut national de l’audiovisuel) — общественное учреждение, имеющее промышленный и коммерческий характер.

## Правопредшественники
Учреждение было создано в 1974 году в результате реорганизации путём разделения общественного учреждения, имеющего промышленный и коммерческий характер «Управление французского радиовещания и телевидения».

## Деятельность
Учреждение ведёт:
- архивирование теле- и радиопередач ведущих действующих и ликвидированных теле- и радиоорганизаций страны («ТФ1», «Франс Телевизьон», «Радио Франс», «Франс 2», «Франс 3», «Управление французского радиовещания и телевидения»);
- научные исследования в области теле- и радиовещания;
- в Интернете учреждение ведёт сайт «ina.fr»
- на видеохостинге «youtube.com» учреждение ведёт страницы «INA Société», «Ina Sport», «Ina Sciences», «INA Culte», «INA Politique», «INA Humour», «INA Actu», «Ina Music Live / Ina Musique Live», «INA Stars», «Ina Voyages», «Ina Comédie Française», «Ina Styles».

## Владельцы фондов
Владельцем 100% фондов является Агентство государственного присутствия.

## Руководство
Руководство учреждение осуществляет:
- Административный совет;
- Президент с полномочиями генерального директора.

## Финансирование
Организация финансируется из государственной казны Французской Республики.